# Caro (nome)
Caro  è un nome proprio di persona italiano maschile.

## Varianti
- Maschili
  - Alterati: Carino[3], Carissimo[3]
- Femminili: Cara[2]
- Alterati: Carina[1][3], Carissima[3]

## Origine e diffusione
Nome augurale dal chiaro significato e di scarsissima diffusione; si basa sull'aggettivo italiano "caro" ("amato", "prezioso", dal latino carus di identico significato). Usato in epoca romana nelle forme Carus e Cara (venne portato da un imperatore, Marco Aurelio Caro), in italiano moderno è sostanzialmente inutilizzato sia nella forma maschile, sia in quella femminile.
Quest'ultima è però usata in inglese (insieme con le varianti Kara e Karaugh), dove è stata adottata probabilmente anche grazie all'influsso di Cora; è attestata a partire dal XIX secolo, ma ha cominciato a diffondersi cospicuamente solo dagli anni 1950.

## Onomastico
L'onomastico può essere festeggiato in memoria di più santi, alle date seguenti:
- 3 marzo, san Carissimo, martire[6]
- 26 luglio, san Caro, eremita presso Malcesine insieme a san Benigno[7]
- 7 settembre, santa Carissima, anacoreta presso Albi nel V secolo[8][9]

## Persone
- Marco Aurelio Caro, imperatore romano

### Variante femminile Cara
- Cara Black, tennista zimbabwese
- Cara Buono, attrice statunitense

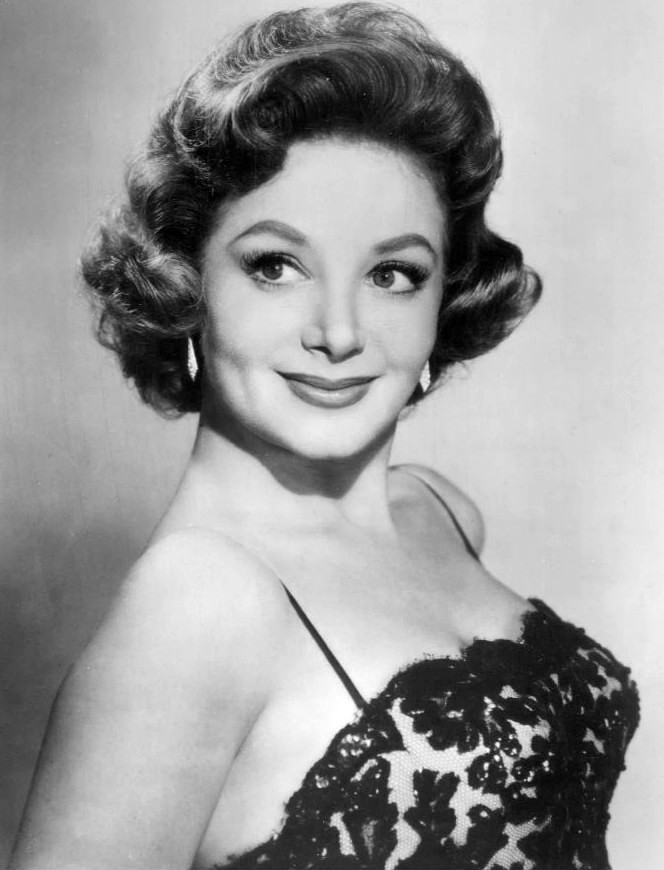
Cara Williams

- Cara Delevingne, modella britannica
- Cara Dillon, cantautrice irlandese
- Cara Horgan, attrice britannica
- Cara Pifko, attrice canadese
- Cara Williams, attrice statunitense

## Il nome nelle arti
- Cara Mason è un personaggio della serie fantasy La spada della verità, creata da Terry Goodkind.
- Kara Stanton è un personaggio della serie televisiva Person of Interest.
- Kara Zor-El, meglio nota come Supergirl, è un personaggio dei fumetti pubblicati dalla DC Comics.